# Flintshire
Sir y Fflint
Le Flintshire (appellation anglaise), ou Sir y Fflint (appellation galloise), est un comté situé dans le nord-est du pays de Galles. Alors que la ville de Mold constitue son centre administratif, la principale agglomération du comté est Connah’s Quay, à l’embouchure de la Dee.

## Géographie
Le Flintshire inclut les villes de :
- Buckley
- Connah's Quay
- Flint
- Hawarden
- Holywell
- Mold
- Shotton

Le comté est limitrophe du Denbighshire et de Wrexham au pays de Galles, et jouxte les comtés anglais de Cheshire et de Merseyside.

## Monument
Le manoir de Plas Teg est situé aux abords du village de Pontblyddyn, entre les villes de Wrexham et de Mold. Il est considéré comme l'un des meilleurs exemples de l'architecture jacobéene au Pays de Galles.

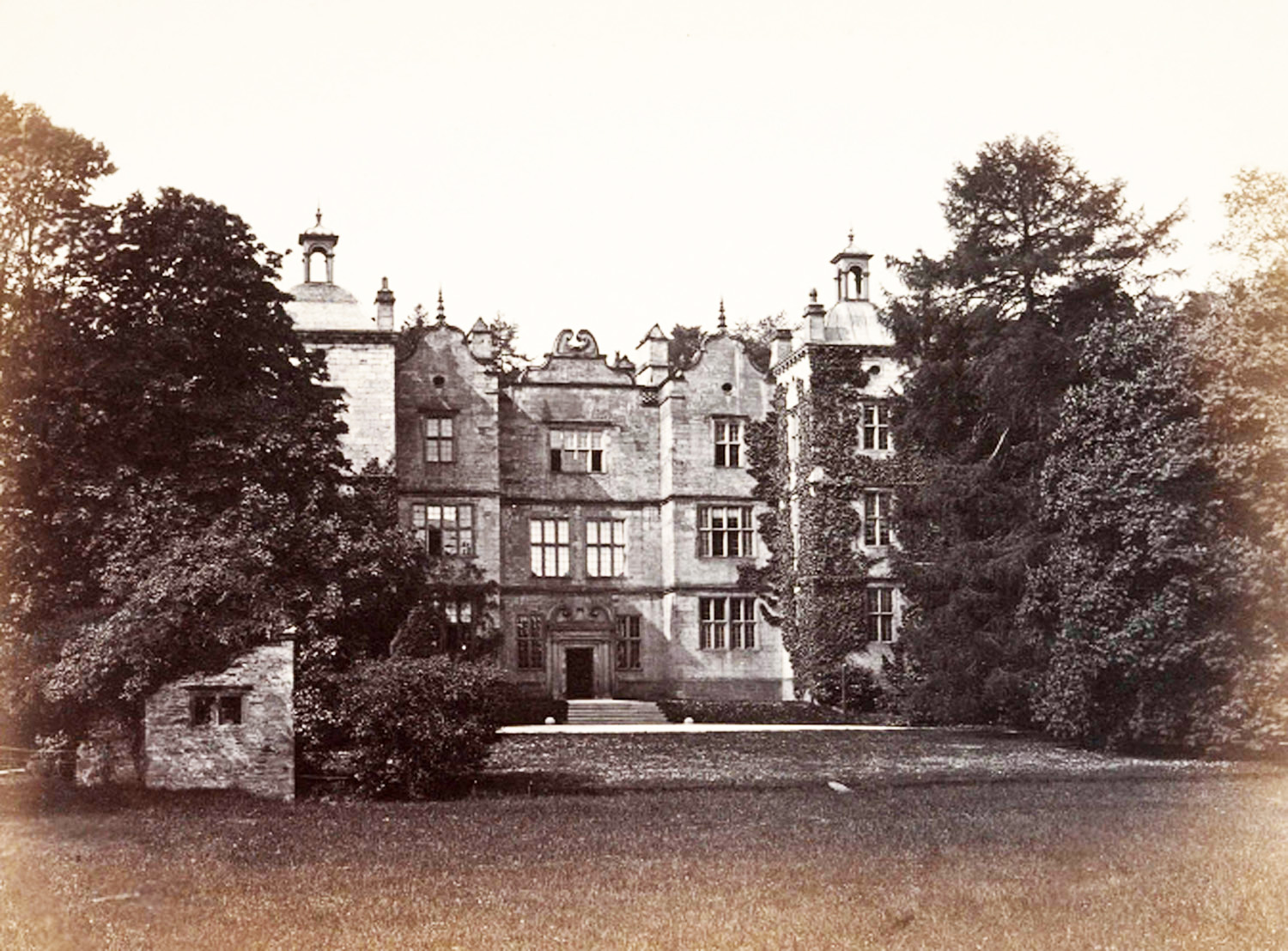
Manoir de Plas Teg, Flintshire, Pays de Galles, vers 1860